# John Hersey
John Richard Hersey (Tientsin, China, 17 de junho de 1914 — Key West, 24 de março de 1993) foi um escritor e jornalista norte-americano.

## Infância e juventude
Nascido em Tientsin, China, filho dos missionários Roscoe e Grace Baird Hersey, a sua família voltou aos Estados Unidos quando ele tinha dez anos. Hersey freqüentou a Hotchkiss School, logo após Universidade Yale e pós-graduação como um Mellon Fellow em Cambridge. Ele obteve um trabalho de verão como um secretário para Sinclair Lewis pelo verão de 1937, e, neste outono, começou a trabalhar na Time. Dois anos depois ele foi transferido para Time's Chungking bureau. 

## Carreira
Durante a Segunda Guerra Mundial, ele cobriu ambas as guerras da Europa (Sicilia) e Ásia (Batalha de Guadalcanal), escrevendo artigos para Time, Life, e The New Yorker. As escritas dele durante este tempo incluíram "Men on Bataan", "Into the Valley", e "A Bell for Adano".  
Seu trabalho mais notável foi Hiroshima, uma história para o The New Yorker sobre os efeitos da bomba atômica derrubados naquela cidade japonesa no dia 6 de agosto de 1945. O artigo que conta a história de seis vítimas do bombardeio transformou-se depois em um livro.  
Ele também escreveu o romance The Wall (1950) que dá um gráfico informativo do nascimento, desenvolvimento e destruição do Gueto de Varsóvia, o maior gueto judeu estabelecido pela Alemanha Nazista durante o Holocausto.  
Seu artigo sobre a estagnação de leitores de escola secundária em uma edição de 1954 da Time foi a inspiração para The Cat in the Hat. Hersey também escreveu The Algiers Motel Incident, sobre matanças de racista pela polícia durante o tumulto da 12th Street, Detroit, Michigan, em 1968, e A Bell for Adano que ganhou o Pulitzer Prize for the Novel em 1945. Hersey também é conhecido pela sua pseudo-crônica, A Single Pebble, sobre um engenheiro americano jovem que atravessa Yangtze rio acima.  
Hersey era o Mestre da Pierson College, uma das doze faculdades residenciais na Yale University, de 1965 a 1970. Ele ensinou dois cursos de escritura, em literatura de ficção e non-ficção, para estudantes universitários.  
Hersey morreu em casa em Key West, Flórida, no dia 24 de março de 1993. Ele passou sua vida com sua esposa, Barbara, suas cinco crianças, e seis netos.

## Obras
- Men on Bataan, 1942
- Into the Valley, 1943
- A Bell for Adano , 1944
- Hiroshima, 1946
- The Wall, 1950
- The Marmot Drive, 1953
- A Single Pebble, 1956
- The War Lover, 1959
- O comprador de crianças - no original The Child Buyer, 1960
- Here to Stay, 1963
- White Lotus, 1965
- Too Far To Walk, 1966
- Under the Eye of the Storm, 1967
- The Algiers Motel Incident, 1968
- Letter to the Alumni, 1970
- The Conspiracy, 1972
- My Petition for More Space, 1974
- The Walnut Door, 1977
- Aspects of the Presidency, 1980
- The Call, 1985
- Blues, 1987
- Life Sketches, 1989
- Fling and Other Stories, 1990
- Antonietta, 1991
- Key West Tales, 1994